# Power Rangers: S.P.D.
Power Rangers: S.P.D. (Space Patrol Delta) (vaak afgekort tot "PRSPD") is de naam van het dertiende seizoen van de serie Power Rangers. Dit seizoen bestond uit 38 afleveringen en werd van 5 februari 2005 tot 2 februari 2006 in Amerika uitgezonden. Het seizoen gebruikte beeldmateriaal van de Sentai-serie Tokusou Sentai Dekaranger.

## Verhaallijn
In het jaar 2025 heeft de Aarde zijn deuren open gezet voor buitenaardse wezens. Om de Aarde te beschermen tegen de buitenaardse criminelen die eveneens naar de Aarde komen, is er een speciale politie-eenheid opgericht: de Space Patrol Delta, of kortweg S.P.D., geleid door commandant Cruger.
Wanneer de Troobians, een buitenaardse terroristische organisatie geleid door Keizer Gruumm, een aanval opent op de planeet Helix, stuurt Cruger de A-Squad-rangers hierheen. De B-Squad-rangers blijven achter op de Aarde om deze te beschermen tegen de Troobians. Wanneer de S.P.D. plotseling contact verliest met de A-Squad blijft de B-Squad als enige over om Gruumm, die zijn aandacht nu op de Aarde richt, te stoppen.
Commandant Cruger heeft zelf een vete tegen Gruumm omdat de Troobians ooit zijn thuisplaneet Sirius vernietigden. Hij wordt later de Shadow Ranger om de B-Squad te helpen in hun strijd tegen Gruumm.
Wanneer de Rangers een bericht ontvangen uit de toekomst dat de Aarde op die dag door de Troobians zal worden overgenomen, komt de mysterieuze Omega Ranger uit de toekomst om de S.P.D. Rangers te helpen in hun gevecht tegen de Troobians die hier verantwoordelijk voor zijn. Hij sluit zich hierna bij het team aan totdat Kat, de technisch adviseur van de Rangers, een manier vindt om hem naar zijn eigen tijd terug te laten keren.
Dan keert plotseling de A-Squad weer terug. Ze blijken zich echter bij Gruumm te hebben aangesloten en nemen commandant Cruger gevangen. Ook blijkt dat Gruumm niet de echte leider van de Troobians is. Hij dient zelf een wezen genaamd Omni, wiens lichaam bestaat uit Gruumms slagschip. De Rangers verslaan de A-Squad en ook Broodwing, Gruumms helper die met drie andere buitenaardse wezens de Delta Command Megazord had gekaapt.
Met behulp van de S.W.A.T. megazord weten de Rangers uiteindelijk Omni te verslaan. Gruumm daagt Cruger uit voor een een-tegen-eenduel om hun vete voorgoed uit te vechten. Cruger verslaat Gruumm en daarmee ook de Troobians.

## Karakters

### S.P.D. Rangers
De ouders van de B-Squad S.P.D. Rangers waren betrokken bij de oprichting van de S.P.D. Hierdoor beschikken alle vijf S.P.D. Rangers over speciale gaven.
- Jack Landors/Rode S.P.D. Ranger: Jack is opgegroeid op straat en is niet gewend bevelen op te moeten volgen. Samen met Z was hij een soort moderne Robin Hood. Na te zijn gearresteerd door de S.P.D. geeft commandant Cruger hem de kans om bij de S.P.D. te komen. Nadat hij beseft dat Rode Ranger zijn automatisch betekent dat hij de leider is probeert hij misbruik te maken van zijn leiderspositie. Later beseft hij dat leider zijn wel wat meer inhoudt dan doen wat je wil. De andere Rangers zijn het dan ook niet altijd eens met Jacks leiderschap, vooral Sky. Later krijgen ze meer respect voor hem. Hij leidt de B-Squad in hun gevecht tegen de A-Squad en Gruumm. Nadat Gruumm verslagen is verlaat hij de S.P.D..

- Schuyler “Sky” Tate/Blauwe S.P.D. Ranger/Rode S.P.D. Ranger: Sky is de beste student van de S.P.D.-academie en vindt dat hij om die reden de Rode Ranger zou moeten zijn, net als zijn vader. Hij is zeer precies en werkt altijd volgens de regels. Hij is bepaald niet blij dat hij slechts de Blauwe Ranger is en heeft dan ook een hoop conflicten met Jack. Later begint hij Jack te accepteren als leider en zijn teamleden als gelijke te behandelen, maar hij koestert nog steeds de wens om net als zijn vader de Rode Ranger te worden. Wanneer de Rangers Mirloc, het monster dat verantwoordelijk was voor de dood van Sky’s vader, bevechten geeft Jack zijn S.P.D. morpher tijdelijk aan Sky. Aan het eind van de serie, wanneer Jack zich terugtrekt als S.P.D. Ranger, krijgt Sky eindelijk promotie tot Rode Ranger.

- Bridge Carson/Groene S.P.D. Ranger/Blauwe S.P.D. Ranger/Rode S.P.D. Ranger: Bridge komt soms wat sloom over, maar hij is een computerexpert en een meester in mechanica. Mensen onderschatten hem nog weleens, maar hij komt altijd het snelst met een oplossing voor problemen. Hij analyseert elke situatie alvorens tot actie over te gaan, soms iets te lang. Hij vertrouwt meer dan de andere Rangers op zijn intuïtie en is de eerste die aanvoelt dat er iets niet klopt met de A-Squad. Nadat Jack zich terugtrekt als S.P.D. Ranger krijgt Bridge promotie tot Blauwe Ranger. Wie zijn rol als Groene Ranger overneemt is niet bekend.

- Elizabeth “Z” Delgado/Gele S.P.D. Ranger: Z heeft net als Jack het merendeel van haar leven op straat gewoond en hielp samen met hem de daklozen door te stelen van de meer gefortuneerde mensen. Na te zijn gearresteerd door de S.P.D. krijgt ze van Cruger de kans om de Gele Ranger te worden en neemt ze dit aanbod direct aan. Als kind werd ze ooit gered door een mysterieuze persoon die later commandant Cruger blijkt te zijn. Dit zette haar ertoe aan anderen te willen helpen. Zij blijft bij de S.P.D. als Gele Ranger nadat Jack zich terugtrekt.

- Sydney “Syd” Drew/Roze S.P.D. Ranger: Sydney komt uit een rijke familie en hoewel ze gruwelijk verwend is is ze ook het hart van het team. Ze denkt in het begin vooral aan zichzelf en haar uiterlijk. Ze is dan ook niet blij met Z als kamergenoot. Gedurende de serie leert ze langzaam de waarde van teamwork. Ze blijft bij de S.P.D. als Roze Ranger na Gruumm te hebben verslagen.

- Anubis “Doggie” Cruger/Shadow S.P.D. Ranger: Doggie is de commandant van de S.P.D.-tak op Aarde. Hij begeleidt de B-Squad Rangers en sluit zich uiteindelijk bij hen aan als Shadow Ranger. Hij is de enige overlevende van de planeet Sirius waar de S.P.D. werd opgericht. Hij verloor in het gevecht tegen de Troobians zijn vrouw Isinia. Doggie was verantwoordelijk voor de creatie van de S.P.D. op Aarde. In de finale ontdekt hij dat Isinia nog in leven is, maar door Gruumm wordt vastgehouden. Hij bevecht Gruumm in een duel en maakt af wat hij op Sirius begon. Hij krijgt hierna promotie tot de volgende rang en blijft op Aarde als commandant van de S.P.D..

- Sam/Omega S.P.D. Ranger: in het jaar 2025 is Sam nog een kind die net als de S.P.D. Rangers over genetische gaven beschikt, in zijn geval teleportatie. Hij wordt opgenomen op de S.P.D.-academie. 15 jaar later wordt hij gekozen tot Omega Ranger. Hij reist via een tijdpoort terug naar 2025 om de Troobians, die in zijn tijd de Aarde hebben veroverd, te stoppen. Echter, tijdens zijn reis terug wordt zijn lichaam gekristalliseerd tot een lichtbal. Als Omega Ranger helpt hij de B-Squad totdat Kat een manier vindt om hem terug te sturen naar zijn eigen tijd. Tijdens het laatste gevecht met Gruumm komt er een tweede Ranger uit de toekomst, Sams oude vriend Nova. Na het gevecht keren beiden terug naar de toekomst.

- Katherine “Kat” Manx/Kat S.P.D. Ranger: Kat is hoofd van techniek op de Delta Base en ontwerper van de Rangers wapens, zords en morphers. Ze is de assistent van commandant Cruger. Ook haar thuisplaneet was aangevallen door de Troobians. Ze krijgt promotie van Commandant Birdie om op de S.P.D.-hoofdbasis te komen werken. Ze keert al snel weer terug naar de Aarde met een speciale morpher waardoor ze tijdelijk in de Kat Ranger kan veranderen. In het laatste gevecht leidt zij samen met Boom de S.P.D.-cadetten in het gevecht tegen de Troobians.

- Nova/Nova S.P.D. Ranger: Nova komt net als Sam uit de toekomst. Ze komt naar het jaar 2025 om te helpen in het gevecht tegen Gruumm en om Sam op te halen. Beide keren aan het eind van de serie terug naar de toekomst.

### Hulp
- Hoofdcommandant Fowler Birdie: het hoofd van het Galaxy Commando, de hoofdbasis van alle S.P.D. operaties.

- Boom: Boom ging ooit naar de S.P.D.-academie maar werd al snel weggestuurd. Hij werkt nu als assistent van Kat. Hij droomt ervan ooit een Ranger te worden en liegt zelfs tegen zijn ouders over het feit dat hij van de Academie is gestuurd. Wanneer zij plotseling een bezoekje brengen aan de Delta Base doet hij zich voor als de “Oranje S.P.D. Ranger” met een zelfgemaakt kostuum.

- R.I.C.: “Robotic Interactive Canine”. R.I.C. is een robothond ontworpen door Kat als hulp voor de S.P.D. Rangers. Hij kan onder andere veranderen in een kanon en in de Battlizer voor Jack.

- Sergeant Silverback: een bikkelharde drilsergeant van de S.P.D. Hij laat de Rangers speciale training ondergaan om de S.W.A.T. technologie en wapens te kunnen gebruiken. Hij heeft zelf een Buldog-versie van R.I.C.

- Piggy: Piggy is een buitenaards wezen dat op de Aarde een café uitbaat. Zijn café wordt vaak bezocht door onderwereldfiguren, en daarom ook door de S.P.D. Piggy geeft informatie aan iedereen die bereid is hem ervoor te betalen. Hij wordt een beetje heen en weer getrokken tussen S.P.D., Gruumm en Broodwing. Lange tijd is het dan ook niet duidelijk aan wiens kant hij echt staat. Hij helpt uiteindelijk de Rangers te ontsnappen uit Gruumms schip.

- Dino Thunder Rangers: Connor, Ethan en Kira worden een jaar na hun avonturen als Dino Thunder Rangers door Broodwing naar de toekomst gehaald. Kat slaagt erin hun Dino Gems weer op te laden zodat ze de S.P.D. Rangers kunnen helpen. Voordat ze terugkeren wist Doggie hun geheugen. In een latere aflevering reist Gruumm terug naar het jaar 2004 om de Aarde te veroveren in een tijd dat de S.P.D. nog niet bestaat. De S.P.D. Rangers volgen hem en worden wederom geholpen door de Dino Thunder Rangers (hoewel vanuit hun perspectief dit de eerste ontmoeting met de S.P.D. Rangers is).

### Troobians
- Keizer Gruumm: de leider van de Troobians, een planeetveroverende buitenaardse organisatie. Hij is onder andere verantwoordelijk voor de vernietiging van de planeet Sirius. Bij zijn gevecht met Doggie op Sirius hakte Doggie een van Gruumms horens af. Het blijkt later dat Gruumm zelf ook een meester heeft die hij zelf “de Magnificence” noemt. Hij overleeft de vernietiging van zijn schip, dat als lichaam diende voor zijn meester, en wordt door Doggie verslagen in een duel waarbij Doggie Gruumms tweede hoorn ook afhakt.

- Mora/Morgana: Mora is een kind dat net als de S.P.D. Rangers over genetische gaven beschikt. Ze kan met haar fantasie monsters creëren. Toen Gruumm haar vond was ze de volwassene Morgana. Wanneer Mora hem iets te vaak faalt verandert hij haar weer in Morgana. Als Morgana is ze een beruchte vechter en een harde tegenstander voor de S.P.D. Rangers. Vlak voor het eind van de serie verandert Gruumm haar weer in Mora. Ze wordt gearresteerd door Doggie.

- Broodwing: een buitenaards wezen dat Gruumm, en iedere andere crimineel die hem kan betalen, wapens en robots levert. Hij denkt alleen maar aan geld en het interesseert hem niet dat de wapens en robots die hij verkoopt worden gebruikt voor vernietiging. Wanneer Gruumm hem, vanwege vele mislukkingen, weigert nog langer te betalen voor zijn diensten probeert Broodwing zelf de S.P.D. te vernietigen door met drie helpers de Delta Command Megazord te kapen. Hij wordt gearresteerd door de S.P.D. Rangers.

- Krybots: robots die dienstdoen als Gruumms soldaten. Ze komen in drie vormen voor:
  - Normaal: de standaard robots
  - Bluehead: slimmer en sterker dan de normale Krybots, maar ook zeldzamer. Worden vaak door Gruumm meegestuurd als leider van een groep normale Krybots.
  - Orangehead: de zeldzaamste en sterkste versie van de Krybots. Vecht met een zwaard.

- Omni: door Gruumm vaak “De Magnificence” genoemd. Omni is ook aan boord van Gruumms schip en kan ieders gedachten overnemen. Gruumm werkt aan een manier om een lichaam te creëren voor Omni. Met behulp van de spullen die hij gedurende de serie heeft gestolen verandert Gruumm uiteindelijk zijn hele schip in een lichaam voor Omni. Omni wordt vernietigd door de S.W.A.T. megazord.

- A-Squad S.P.D. Rangers: De A-Squad zijn de vijf elite Rangers van de S.P.D., getraind door commandant Cruger zelf. Wanneer de Troobians de planeet Helix aanvallen stuurt commandant Cruger de A-Squad om te helpen. Lange tijd wordt er niets meer van ze vernomen en er wordt aangenomen dat ze in het gevecht zijn omgekomen. Dan keren ze plotseling terug en nemen Cruger gevangen. Het blijkt dat ze zich hebben aangesloten bij Gruumm. In een confrontatie met de B-Squad worden ze gearresteerd wegens verraad.

## Zords
- Delta Runners/Delta Squad Megazord: de Delta Runners staan opgeslagen in de Delta Base. Aanvankelijk worden ze alleen bestuurd door de A-Squad Ranges, maar later krijgen de B-Squad Rangers toestemming de Delta Runners te gebruiken. De vijf Delta Runners combineren tot de Delta Squad Megazord. De Delta Squad Megazord is gewapend met een zwaard, enorme handboeien en een pistool.
  - Delta Runner 1: een enorme politieauto. Vormt de Delta Squad Megazord’s hoofd, torso en bovenbenen.
  - Delta Runner 2: een zogenaamde GyroCopter. Vormt de Delta Squad Megazord’s linkervoet.
  - Delta Runner 3: gepantserde oplegger. Vormt de Delta Squad Megazord’s rechtervoet.
  - Delta Runner 4: gepantserde hovercraft. Vormt de Delta Squad Megazord’s rechterarm.
  - Delta Runner 5: signaal wagen. Vormt de Delta Squad Megazord’s linkerarm.

- Delta Base/ Delta Command Megazord: de Delta Base is het hoofdkwartier voor de S.P.D. op Aarde, en opslagbasis voor de Delta Runners Machines en S.W.A.T. flyers. De Delta Base kan veranderen in een voertuig genaamd de “Delta Command Crwaler” en in een Megazord genaamd de “Delta Command Megazord”. De Delta Command Megazord is twee keer zo groot als de andere Megazords. In de finale wordt de Delta Command Megazord door Broodwing gekaapt en gebruikt voor een aanval op de stad.

- Omegamax Cycle/ Omegamax Megazord: een enorme motorfiets die door de Omega Ranger is meegenomen uit de toekomst. De Omegamax Cycle kan dienstdoen als voertuig voor de Delta Squad Megazord of veranderen in de “Omegamax Megazord” gewapend met twee zwaarden. Het is niet bekend of Sam de Omegamax Cycle weer mee teruggenomen heeft naar de toekomst of dat hij nog steeds in 2025 is.
  - Deltamax Megazord: de Omegamax Megazord kan combineren met de Delta Squad Megazord om de Deltamax Megazord te vormen.

- S.W.A.T. Flyers/S.W.A.T. Megazord: de S.W.A.T. flyers zijn vijf ruimte voertuigen gemaakt door Kat voor achtervolgingen in de ruimte en in de lucht. Ze zijn ontworpen om aan te sluiten op de S.W.A.T. mode van de S.P.D. Rangers. De S.W.A.T. Megazord is gewapend met twee pistolen.
  - S.W.A.T. Flyer 1
  - S.W.A.T. Flyer 2
  - S.W.A.T. Flyer 3
  - S.W.A.T. Flyer 4
  - S.W.A.T. Flyer 5
  - S.W.A.T. Flyer Cannon: de tweede combinatie van de vijf S.W.A.T. flyers. De S.W.A.T. Flyer Cannon is een enorm kanon dat kan worden gebruikt door de andere Megazords.

## Trivia
- Dit seizoen is momenteel recordhouder wat betreft aantal Rangers in een seizoen: 14 (15 als je Boom in zijn Oranje S.P.D. Ranger-kostuum meetelt).
- Doggie/Shadow Ranger is de eerste niet-mens of mensachtig buitenaards wezen dat een Ranger wordt.
- De leider van de A-Squad Rangers is de eerste vrouwelijke Rode Ranger.
- De helmen van de A-Squad Rangers zijn gerecyclede helmen van de Power Rangers: In Space (met de zwarte helm nu groen geschilderd).
- Omni is het eerste niet-Sentai monster dat tegen een Megazord vecht sinds Maligore uit Turbo: A Power Rangers Movie.
- Net als in Power Rangers: Time Force worden de monsters niet gedood (althans de meeste niet), maar opgesloten. In dit geval in zogenaamde “Containment Cards”. Dit werd echter niet gebruikt in de Sentai-versie.
- Jason David Frank wilde niet terugkeren in zijn rol als Tommy Oliver voor de team-ups. In de eerste team-up kwam Tommy niet voor en in de tweede verschijnt hij alleen in zijn Ranger vorm en wordt zijn stem gedaan door iemand anders.
- De aflevering “Wormhole” (de tweede team-up met de Dino Thunder Rangers) werd los van de andere afleveringen uitgezonden. Vanuit het perspectief van de S.P.D. Rangers speelt deze aflevering zich waarschijnlijk af gedurende de aflevering “insomnia” en vanuit het perspectief van de Dino Thunder Rangers ergens na de aflevering “The Passion of Connor”.
- S.P.D. is het eerste seizoen waarin een “Ranger” uit de Sentai-versie geheel is weggelaten uit de Amerikaanse versie: DekaGold.
- In DekaRanger schieten de “Rangers”, hun Mecha en soms hun vijanden met kogels. Disney verving deze met behulp van computeranimatie door laserstralen.
- Omega Ranger’s Sentai tegenhanger DekaBreak had wel een menselijke vorm. Veel fans waren niet tevreden met het feit dat Sam buiten zijn Ranger vorm een lichtbal was.
- De A-Squad Rangers zijn de eerste Power Rangers die werkelijk slecht zijn, in tegenstelling tot voorgaande slechte Rangers.
- Het kostuum van Sky’s vader als Rode Ranger is het kostuum van Wes, de Rode Time Force Ranger.
- De Battlizer van Jack werd ook gebruikt in de Sentai team-up special “DekaRanger vs Magiranger”. Dit was voor het eerst dat een Sentai serie iets overnam uit een Power Rangers serie.
- De afleveringen “Katastrophe," "Missing," "History" en "Impact" werden in verkeerde volgorde uitgezonden. De aflevering “Wormhole” werd pas uitgezonden na de serie. De lijst bij “Afleveringen” toont de chronologische volgorde.

## Afleveringen
- 535 Beginnings, Part 1
- 536 Beginnings, Part 2
- 537 Confronted
- 538 Walls
- 539 Dogged
- 540 A-Bridged
- 541 Sam, Part 1
- 542 Sam, Part 2
- 543 Idol
- 544 Stakeout
- 545 Shadow, Part 1
- 546 Shadow, Part 2
- 547 Abandoned
- 548 Wired, Part 1
- 549 Wired, Part 2
- 550 Boom
- 551 Recognition
- 552 Samurai
- 553 Dismissed
- 554 Perspective
- 555 Messenger, Part 1
- 556 Messenger, Part 2
- 557 Zapped
- 558 Reflection, Part 1
- 559 Reflection, Part 2
- 560 S.W.A.T., Part 1
- 561 S.W.A.T., Part 2
- 562 Robotpalooza
- 563 Katastrophe
- 564 Missing
- 567 History
- 568 Impact
- 569 Badge
- 570 Insomnia
- 571 Wormhole
- 571 Resurrection
- 572 Endings, Part 1
- 573 Endings, Part 2